# 江素华
江素华（1976年11月30日—2017年12月31日），女，汉族，浙江宁海人，中国材料学家。

## 生平
1995年至2005年先后获得复旦大学材料科学系物理专业理学学士、材料物理与化学专业工学博士学位。毕业后，留校任教，从事微纳电子/光电子材料与器件方面的教学与研究，历任讲师、副教授、教授，复旦大学党委研究生工作部副部长、并担任NMC-n&k Technology薄膜光学测量联合实验室负责人。
2017年12月31日在浙江宁海逝世，终年42岁。